# Гуш-Дан
Гуш-Дан (ивр. גּוּשׁ דָּן‎) — агломерация, включающая Тель-Авивский округ и Центральный округ на побережье Средиземного моря. Это крупнейшая агломерация Израиля с населением (на 2016 год) приблизительно 3,2 миллиона человек.

## Происхождение названия
Название Гуш-Дан переводится как «Блок (Объединение) Дан». Такое название агломерация получила потому, что во времена Израильского царства эти места были территорией колена Дана. Согласно Библии, колено изначально пыталось поселиться в центральной части побережья, но из-за враждебного отношения эмореев, а впоследствии филистимлян, смогло закрепиться только на холмистой местности долины Сорек. Место их стоянки стало известно как Махане Дан (Стан Дана). Область, которую колено пыталось заселить, включает территории от Яффо на севере до Шфела на юге (около Тимны).

## Деление агломерации
Гуш-Дан делят на ядро и два основных кольца.
Ядро включает следующие города и поселения: Тель-Авив — Яффо, Бат-Ям, Холон, Рамат-Ган, Гиватаим, Бней-Брак, Азор.
К внутреннему кольцу относятся города: Петах-Тиква, Герцлия, Рамат-ха-Шарон, Ход-ха-Шарон, Кфар-Саба, Раанана, Ришон-ле-Цион, Кирьят-Оно и большое число местных советов.
К внешнему кольцу относятся города: Ор-Йехуда, Йехуд, Нес-Циона, Реховот, Рамла, Лод.
Ядро и его 2 кольца представляют собой единую непрерывную городскую застройку.
К ближайшим пригородам Гуш-Дана относятся: Рош-ха-Аин, Шохам, Явне, Кфар-Касем, а также большое число небольших поселений (например, Бней-Цион, Эльад, Гедера).
Чётко обозначенных границ Гуш-Дан не имеет. Пример: такое выражение и понятие, как «Государство Тель-Авив», географически протянувшееся «от Хадеры до Гедеры» (последнее словосочетание неформально произошло от территории армейского округа, простирающегося примерно между Хадерой и Гедерой). Номинально, Хадера относится уже к другой городской агломерации Большая Хайфа.

## Транспорт
В агломерации главным образом действуют автобусные компании Эгед и Дан, позднее к ним присоединились компании Метрополин и Кавим. Множество израильских шоссе проходит через Гуш-Дан, таких как шоссе № 1, 2, 4 и 5, а также шоссе № 20 Аялон.

## Другое
Согласно оценке на 2006 год, агломерация Гуш-Дан — крупнейшее еврейское поселение в мире. Нью-Йорк занимает второе место с численностью еврейского населения 1,4 млн человек на 2002 год. Это самая большая в мире численность евреев в диаспоре.